# アネッテ・クーアシュス

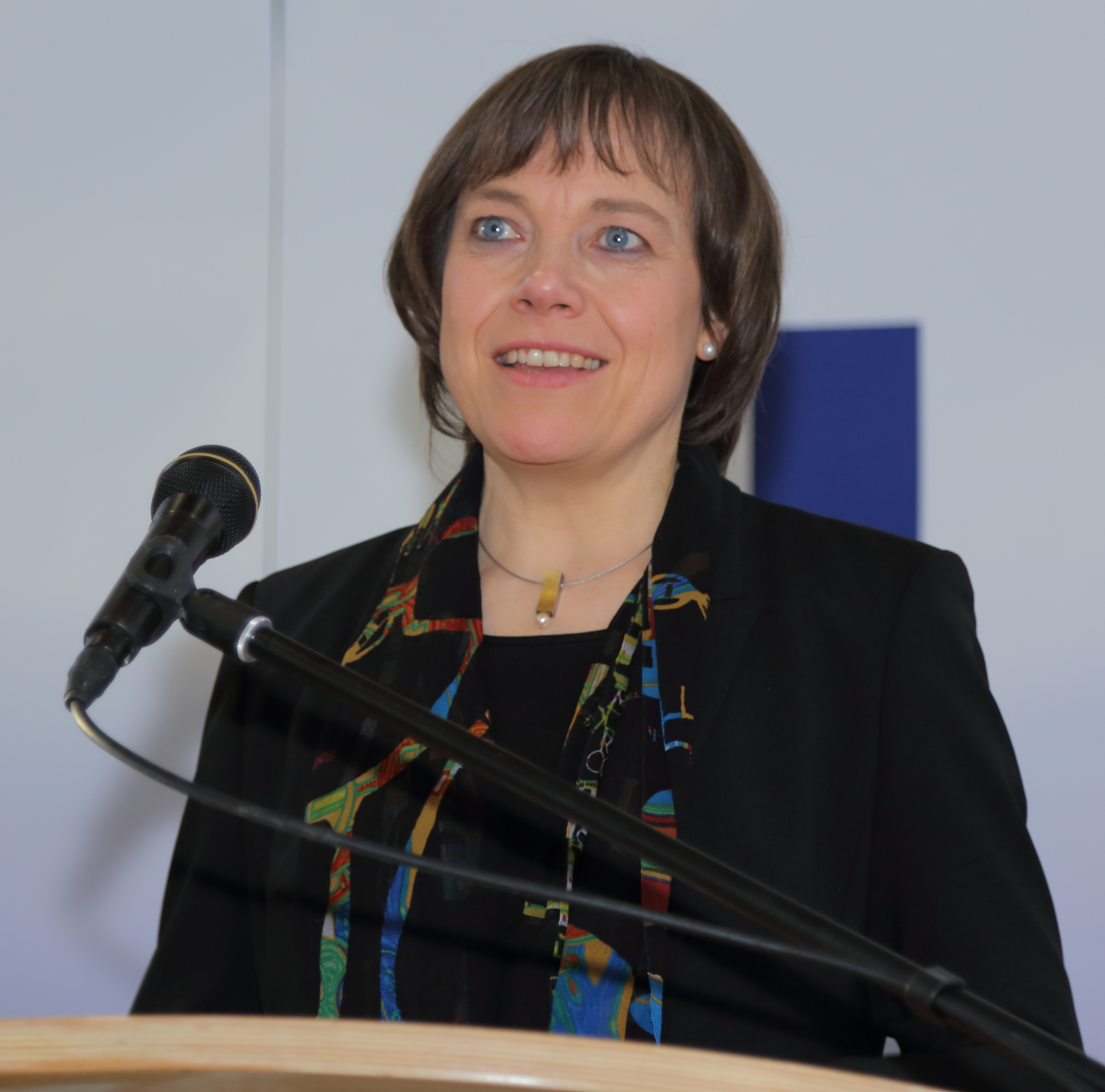
アネッテ・クーアシュス（2015年）

アネッテ・クーアシュス（ドイツ語: Annette Kurschus, 1963年2月14日 ローテンブルク・アン・デア・フルダ - ）は、ドイツの福音主義教会（改革派）の牧師。2012年にヴェストファーレン福音主義教会プレゼス（議長）に就任。プレゼスは他の州教会での監督に相当する。改革派教会出身の牧師として合同教会の州教会トップである議長職を務めている。2015年11月10日、アネッテ・クーアシュスはドイツ福音主義教会 (EKD) 常議員に選出され、同時にEKD常議員会副議長の要職に就任している。

## 経歴
アネッテ・クーアシュスは牧師ゲオルク・クーアシュス(1931年生まれ)の娘としてヘッセン州で生まれ、その後ヘッセン州北東部のオーバーズールとノルトライン＝ヴェストファーレン州の ジーゲンで育った。アビトゥーアに合格後、彼女はまず医学を選択した。その後、ボン大学、マールブルク大学、ミュンスター大学、ヴッパータール・ベーテル神学大学等で福音主義神学を学んだ。第1次神学試験合格後の1989年に彼女はアイザーフェルトで牧師補に任職した。1993年に彼女はジーゲン市内のガイスヴァイトにあるヴェストファーレン福音主義教会の教会共同体において牧師に就任し、1999年には同じ市内のヴァイデナウの教会共同体の牧師に転任した。2001年、ジーゲン地区において地区総会副代表になり、2005年にはジーゲン地区長に選出された。彼女はキリスト教徒向け月刊雑誌「Chrismon」の共同編集者の一人でもある 。

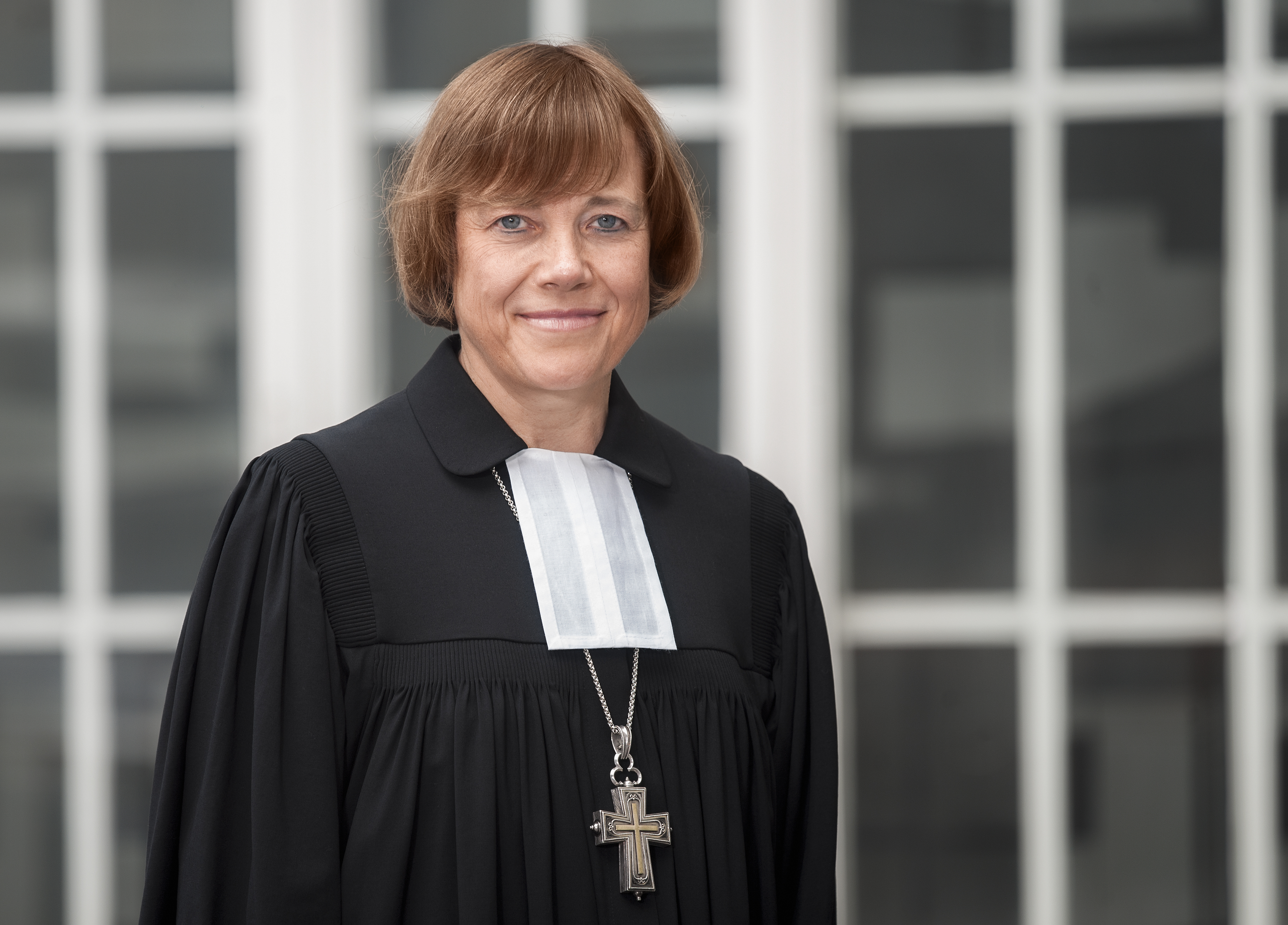
アネッテ・クーアシュス (2017)

2011年11月16日、アネッテ・クーアシュスはヴェストファーレン福音主義教会プレゼス(議長)に選出された。プレゼス(議長)は他の州教会での監督に相当する最高責任者である。なお、彼女はこの州教会プレゼス(議長)職に就いた最初の女性である。2012年3月4日、ベーテルにあるルター派のシオン教会の礼拝式においてヴェストファーレン州教会プレゼス(議長)職に就いた。合同教会のヴェストファーレン福音主義教会ではルター派が優勢なため、彼女自身は改革派牧師であっても、州教会議長として州教会内のルター派教会の礼拝や行事に出席することが多くなっている。
2015年11月10日、アネッテ・クーアシュスはドイツ福音主義教会(EKD)常議員に選出された。その任期は2021年までである。同時に彼女はドイツ福音主義教会常議員会副議長に就任している。